# 旭町 (厚木市)
旭町（あさひちょう）は、神奈川県厚木市に存在する町丁である。現行行政地名は旭町1丁目から旭町5丁目。住居表示実施済区域。

## 地理
本厚木駅南口のすぐ南側から、相模川堤防にかけてのエリアであり、オフィスビル、マンション、戸建て住宅が点在している。
地域南東部にはソニー厚木テクノロジーセンター、厚木ガスなどが所在する工業地帯でもある。

### 地価
住宅地の地価は、2023年（令和5年）1月1日の公示地価によれば、旭町3-5-25の地点で21万6000円/m2、旭町5-23-4の地点で25万5000円/m2となっている。

## 世帯数と人口
2021年（令和3年）3月1日現在（厚木市発表）の世帯数と人口は以下の通りである。
| 丁目       | 世帯数 | 人口    |
| ---------- | ------ | ------- |
| 旭町一丁目 |        | 1,123人 |
| 旭町二丁目 |        | 1,381人 |
| 旭町三丁目 |        | 1,860人 |
| 旭町四丁目 |        | 776人   |
| 旭町五丁目 |        | 3,013人 |
| 計         |        | 8,153人 |

### 人口の変遷
国勢調査による人口の推移。
| 年                 | 人口  |
| ------------------ | ----- |
| 1995年（平成7年）  | 8,570 |
| 2000年（平成12年） | 8,533 |
| 2005年（平成17年） | 8,098 |
| 2010年（平成22年） | 8,415 |
| 2015年（平成27年） | 8,478 |
| 2020年（令和2年）  | 8,367 |

### 世帯数の変遷
国勢調査による世帯数の推移。
| 年                 | 世帯数 |
| ------------------ | ------ |
| 1995年（平成7年）  | 4,174  |
| 2000年（平成12年） | 4,233  |
| 2005年（平成17年） | 4,124  |
| 2010年（平成22年） | 4,322  |
| 2015年（平成27年） | 4,507  |
| 2020年（令和2年）  | 4,672  |

## 学区
市立小・中学校に通う場合、学区は以下の通りとなる（2022年10月時点）。
| 丁目       | 番・番地等 | 小学校                 | 中学校             |
| ---------- | ---------- | ---------------------- | ------------------ |
| 旭町一丁目 | 全域       | 厚木市立厚木第二小学校 | 厚木市立厚木中学校 |
| 旭町二丁目 | 全域       | 厚木市立厚木第二小学校 | 厚木市立厚木中学校 |
| 旭町三丁目 | 全域       | 厚木市立厚木第二小学校 | 厚木市立厚木中学校 |
| 旭町四丁目 | 全域       | 厚木市立厚木第二小学校 | 厚木市立厚木中学校 |
| 旭町五丁目 | 全域       | 厚木市立厚木第二小学校 | 厚木市立厚木中学校 |

## 事業所
2021年（令和3年）現在の経済センサス調査による事業所数と従業員数は以下の通りである。
| 丁目       | 事業所数  | 従業員数 |
| ---------- | --------- | -------- |
| 旭町一丁目 | 340事業所 | 6,022人  |
| 旭町二丁目 | 80事業所  | 580人    |
| 旭町三丁目 | 64事業所  | 476人    |
| 旭町四丁目 | 72事業所  | 5,342人  |
| 旭町五丁目 | 117事業所 | 808人    |
| 計         | 673事業所 | 13,228人 |

### 事業者数の変遷
経済センサスによる事業所数の推移。
| 年                 | 事業者数 |
| ------------------ | -------- |
| 2016年（平成28年） | 720      |
| 2021年（令和3年）  | 673      |

### 従業員数の変遷
経済センサスによる従業員数の推移。
| 年                 | 従業員数 |
| ------------------ | -------- |
| 2016年（平成28年） | 12,421   |
| 2021年（令和3年）  | 13,228   |

## 交通
- 道路
  - 神奈川県道601号酒井金田線

- 路線バス
  - 神奈川中央交通・厚木営業所及び平塚営業所
    - 平53 本厚木駅南口 - 旭町 - 田村 - 平塚駅北口
    - 平54 本厚木駅南口 - 小田急通り- 旭町 - 田村 - 平塚駅北口（平日1往復）
    - 厚55 本厚木駅南口 - 旭町 - 田村車庫
    - 厚56 本厚木駅南口 - 旭町 - ソニー第2テクノロジーセンター（2020年11月2日より運休中）[16]
    - 厚109 本厚木駅南口 - 旭町1丁目 - 東京農業大学

## 周辺
- 厚木市立厚木第二小学校

## その他

### 日本郵便
- 郵便番号 : 243-0014[3]（集配局 : 厚木郵便局[17]）。